# Will Steiger
Will Steiger nació el 11 de abril de 1982 en Lugano (Suiza) es un actor porno suizo.

## Biografía
Will Steiger, cuyo nombre real es Warren Verboom, nació en Lugano en el cantón del Tesino (Suiza) y vive con su abuela. Empezó su carrera como actor con 24 años, después de sufrir un accidente con una bici de montaña que lo dejó postrado en la cama y en el que casi muere. "Me di cuenta de que lo importante es vivir en el momento y disfrutar", dice Will.
Su mayor pasión era el sexo por lo que decidió, después de su accidente, dedicarse a ello. «Yo tenía dudas por las enfermedades", admite. "Hay un riesgo. Pero soy consciente de ello. Es como un deporte extremo". Todos los meses, por lo tanto tiene que realizar una prueba del VIH, la hepatitis y la gonorrea.
Ha participado en más de 150 escenas de sexo, a veces, con dos mujeres (una vez, incluso con tres hombres y cinco mujeres). Pese a su profesión dice que  duerme solo con mujeres y tiene más relaciones sexuales que cuando trabaja.
Entre 2006-2010, Will Steiger hizo 35 películas con varias empresas, sin embargo un buen número de sus obras están vinculadas con la empresa Lethal Hardcore. Además de una exitosa carrera de 6 años hasta ahora en la industria, Steiger también tiene sitio web que ofrece información actualizada sobre su actividad reciente y por lo tanto ofrece a los usuarios información variada sobre su vida y de trabajo en la empresa
En el año 2010 dirigió su primera película, "Das Sennenlutschi", en la que también participa como actor.
En 2004 comenzó a trabajar como guía en el negocio de aventura dedicándose al barranquismo.

## Filmografía
2011 Verfickte Wohnungs-Suche 
2010 Analsex for Lovers 
2010 Der ultimative Blowjob 
2010 Das Sennenlutschi  
2010 Anal Buffet 4  
2009 Big Dick Gloryholes 2  
2009 Pretty Sloppy 1  
2009 Fuck My Mom & Me 7 
2009 Cougar Hunt 3 
2009 Deep Anal Abyss 2  
2009 Your Mom Tossed My Salad  
2008 Cunnilingus & Fellatio - Den Partner mit dem Mund verwöhnen  
2008 Prostata-Massage - Der männliche G-Punkt 
2008 Tantra - Das Geheimnis sexueller Ekstase 
2008 Kamasutra - Die indische Kunst zu lieben 
2008 Tyra Misoux - Das süsseste Betthäschen 
2008 Deep Anal Abyss 
2008 Fuck My Mom & Me 3 
2008 Gape Lovers 2 
2008 Private Movies 44: Fuck TV 
2007 Sex-Tour durch Zürich 
2007 Finca der Leidenschaft 
2007 Das Promiluder 
2007 Viennese 
2006 Zicken... jetzt seid ihr fällig! 
2006 Nasty Tails 5 
2006 Prof. F. Stein oder Ich baue mir meine Traumfrau 
2006 V Dreams Vol. 3 
2006 V Dreams Vol. 4 
2005 Verbotene Triebe 
2004 Kyra's Gruppenbesamung 
2004 Pimmel Bingo Spezial - Die Party 

## Premios
2007 : European Adult Award - Mejor Actor de Suiza